# Spielothek-Cup 2002
Der Spielothek-Cup 2002 war die 17. Austragung des Handballwettbewerbs und wurde am 23. und 24. August 2002 in den ostwestfälischen Städten Lübbecke und Minden in Nordrhein-Westfalen ausgetragen.
Der TSV GWD Minden setzte sich im Finale mit 24:23 (12:10) Toren im Mühlenkreis-Derby gegen den TuS N-Lübbecke durch und gewann seinen insgesamt dritten Titel. Den dritten Platz sicherte sich die HSG Nordhorn mit 39:33 (22:19) gegen den HSV Hamburg. Torschützenkönig wurde Nordhorns Jan Filip mit 20 Toren.

## Preisgeld
Das Preisgeld betrug mindestens 7.000 Euro. 3.000 Euro davon gingen an den Sieger TSV GWD Minden.
| Erreichte Platzierung | Preisgeld |
| --------------------- | --------- |
| Sieg                  | 3.000 €   |
| 2. Platz              | 2.500 €   |
| 3. Platz              | 1.500 €   |
| 4. Platz              | ? €       |

## Modus
Es wurde mit vier Mannschaften im K.-o.-System mit zwei Halbfinalspielen, dem Spiel um Platz drei sowie dem Finale gespielt. Die Spielzeit betrug 2 × 30 Minuten. Bei unentschiedenem Ausgang nach Ablauf der regulären Spielzeit hätte es eine Verlängerung von 2 × 5 Minuten geben. Bei Unentschieden nach Ablauf der Verlängerung ein Siebenmeterwerfen.

## Spiele
Halbfinale
| 23. August 2002 18:00 Uhr | TuS N-Lübbecke               | 27:21   | HSV Hamburg                    | Kreissporthalle, Lübbecke Zuschauer: 750 Schiedsrichter: Bernd Methe, Reiner Methe |
| 23. August 2002 18:00 Uhr | meiste Tore: Fölser (7 Tore) | (12:10) | meiste Tore: Ernelind (5 Tore) | Kreissporthalle, Lübbecke Zuschauer: 750 Schiedsrichter: Bernd Methe, Reiner Methe |
| 23. August 2002 18:00 Uhr | Strafen: 2×                  |         | Strafen: 2×                    | Kreissporthalle, Lübbecke Zuschauer: 750 Schiedsrichter: Bernd Methe, Reiner Methe |

| 23. August 2002 20:00 Uhr | TSV GWD Minden              | 28:26   | HSG Nordhorn                | Kreissporthalle, Lübbecke Zuschauer: 750 Schiedsrichter: Ralf Damian, Frank Wenz |
| 23. August 2002 20:00 Uhr | meiste Tore: Axnér (8 Tore) | (16:16) | meiste Tore: Filip (7 Tore) | Kreissporthalle, Lübbecke Zuschauer: 750 Schiedsrichter: Ralf Damian, Frank Wenz |
| 23. August 2002 20:00 Uhr | Strafen: 3× 1×              |         | Strafen: 3×                 | Kreissporthalle, Lübbecke Zuschauer: 750 Schiedsrichter: Ralf Damian, Frank Wenz |

Spiel um Platz 3
| 24. August 2002 17:30 Uhr | HSV Hamburg                              | 33:39   | HSG Nordhorn                 | Kampa-Halle, Minden Zuschauer: 700 Schiedsrichter: Ralf Damian, Frank Wenz |
| 24. August 2002 17:30 Uhr | meiste Tore: G. Gille, Ernelind (7 Tore) | (19:22) | meiste Tore: Filip (13 Tore) | Kampa-Halle, Minden Zuschauer: 700 Schiedsrichter: Ralf Damian, Frank Wenz |
| 24. August 2002 17:30 Uhr |                                          |         |                              | Kampa-Halle, Minden Zuschauer: 700 Schiedsrichter: Ralf Damian, Frank Wenz |

Finale
| TuS N-Lübbecke | TuS N-Lübbecke | TSV GWD Minden | TSV GWD Minden |
| | Finale 24. August 2002, 19:15 Uhr in Minden (Kampa-Halle) Ergebnis: 23:24 (10:12) Zuschauer: 900 Schiedsrichter: Bernd Methe, Reiner Methe ( Deutschland) |                |                |
| Jens Buhrmester, Jérôme Cazal, Andrei Lawrow (n.e.) – Patrick Fölser (3), Sven Lakenmacher (1), Edgar Schwank (1), Gerit Winnen (2), Pierre Hammarstrand (1), Sebastian Seifert, Andrej Sinjak, Jan-Philip Willgerodt, Zdeněk Vaněk (1), Sascha Bertow (4), Harald Johnsen (8/3), Damir Radončić (2) Trainer: Bert Fuchs ( Deutschland); Teamchef: Robert Hedin ( Schweden) | Kristian Asmussen, Jan de Bakker – Mike Bezdicek (1), Frank von Behren (3), Arne Niemeyer (4), Dmitri Kuselew (3), Gústaf Bjarnason (2), Frank Habbe (3), Tomas Axnér (4/1), Jan-Fiete Buschmann (3), Aaron Ziercke, Moritz Schäpsmeier (1) Trainer: Alexander Rymanow ( Russland) |                |                |

## Statistiken
Torschützenliste
| Pl. | Spieler             | Verein         | Tore | FT | 7 m | T/S |
| --- | ------------------- | -------------- | ---- | -- | --- | --- |
| 1   | Jan Filip           | HSG Nordhorn   | 20   | 16 | 4   | 10  |
| 2   | Harald Johnsen      | TuS N-Lübbecke | 13   | 8  | 5   | 6,5 |
| 3   | Tomas Axnér         | TSV GWD Minden | 12   | 9  | 3   | 6   |
|     | Jonas Ernelind      | HSV Hamburg    | 12   | 8  | 4   | 6   |
| 5   | Patrick Fölser      | TuS N-Lübbecke | 10   | 10 | 0   | 5   |
| 6   | Jan-Fiete Buschmann | TSV GWD Minden | 9    | 9  | 0   | 4,5 |
|     | Guillaume Gille     | HSV Hamburg    | 9    | 9  | 0   | 4,5 |
|     | Dmitri Kuselew      | TSV GWD Minden | 9    | 9  | 0   | 4,5 |
|     | Torsten Jansen      | HSG Nordhorn   | 9    | 7  | 2   | 4,5 |
|     | Thomas Knorr        | HSV Hamburg    | 9    | 7  | 2   | 4,5 |
| 11  | Bertrand Gille      | HSV Hamburg    | 8    | 8  | 0   | 4   |
|     | Maik Machulla       | HSG Nordhorn   | 8    | 8  | 0   | 4   |

FT – Feldtore, 7 m – Siebenmeter-Tore, T/S – Tore pro Spiel

## Aufgebote
| TSV GWD Minden | TuS N-Lübbecke | HSG Nordhorn |
| Jan de Bakker Kristian Asmussen Mike Bezdicek Frank von Behren Arne Niemeyer Dmitri Kuselew Gústaf Bjarnason Frank Habbe Tomas Axnér Jan-Fiete Buschmann Frank Carstens Aaron Ziercke Moritz Schäpsmeier | Andrei Lawrow Jérôme Cazal Jens Buhrmester Patrick Fölser Sven Lakenmacher Edgar Schwank Gerit Winnen Pierre Hammarstrand Sebastian Seifert Andrej Sinjak Jan-Philip Willgerodt Zdeněk Vaněk Sascha Bertow Harald Johnsen Damir Radončić | Peter Gentzel Helge Rigterink Robert Andersson Ola Lindgren Torsten Jansen Jan Filip Ljubomir Vranjes Ian Marko Fog Maik Machulla Frank Schumann Holger Glandorf Dennis Leissink |
| Alexander Rymanow (Trainer) | Bert Fuchs (Trainer), Robert Hedin (Teamchef) | Kent-Harry Andersson (Trainer) |

4. Platz:  HSV Hamburg
| - Tomas Svensson - Goran Stojanović - Roman Judycki - Andrej Kurtschau | - Moustapha Taj - Peter Möller - Jonas Ernelind - Joakim Ågren | - Adrian Wagner - Kjell Landsberg - Bertrand Gille - Guillaume Gille | - Simen Muffetangen - Thomas Knorr |

Trainer: Anders Fältnäs